# Johan Landsberg
Johan Landsberg, född 30 december 1974 i Stockholm, är en svensk högerhänt före detta professionell tennisspelare som spelade på ATP-touren sedan 1997. Han upphörde med internationell tävlingstennis hösten 2006. Han var senare tränare för Joachim "Pim Pim" Johansson tills denne slutade sin karriär 2008. Sedan början av 2011 tränar Landsberg den finska toppspelaren Harri Heliövaara, som spelat Davis cup för Finland sedan 2009.
Landsberg var framförallt dubbelspelare och har vunnit två ATP-turneringar i dubbel (år 2000 i Marseille och år 2001 i Bukarest). Som bäst var han rankad 48:a i världen i dubbel. Bland singelmeriterna kan nämnas att han i en futuretävling i Grekland år 1998 besegrade Roger Federer, som det året var världens bästa junior. 
Den 12 oktober 2006 spelade Landsberg i par med Andreas Vinciguerra mot Jonas Björkman och den 47-årige legenden John McEnroe i Stockholm Open. Matchen vanns av Björkman/McEnroe med setsiffrorna 6-3, 6-2.  